# René Baur
René Baur (* 19. Januar 1985 in Innichen) ist ein ehemaliger italienischer Eishockeytorwart, der zuletzt bei der SG Cortina in der Serie A1 unter Vertrag stand.

## Karriere
René Baur begann seine Karriere als Eishockeyspieler beim HC Pustertal, für dessen Profimannschaft er von 2002 bis 2006 in der Serie A1, der höchsten italienischen Spielklasse, sowie der zweitklassigen Serie A2 aktiv war. Die Saison 2006/07 verbrachte der Torwart bei dessen Ligarivalen SHC Fassa, ehe er von 2007 bis 2009 für die WSV Sterzing Broncos auflief. Daraufhin stand er in zwei Jahren für den Zweitligisten HC Meran zwischen den Pfosten. Zur Saison 2011/12 folgte die Rückkehr in die Serie A1, in der er einen Vertrag bei der SG Cortina erhielt. Mit seiner Mannschaft gewann er auf Anhieb die Coppa Italia. Nach der Saison 2013/14 beendete er seine aktive Karriere.

### International
Für Italien nahm Baur im Juniorenbereich an den U18-Junioren-B-Weltmeisterschaften 2002 und 2003 sowie den U20-Junioren-B-Weltmeisterschaften 2003, 2004 und 2005 teil. 
Im Seniorenbereich stand er im Aufgebot seines Landes bei den B-Weltmeisterschaften 2004 und 2005 sowie bei der A-Weltmeisterschaft 2006. Zudem vertrat er Italien bei den Olympischen Winterspielen 2006 in Turin. Im Seniorenbereich kam er in allen vier Turnieren als dritter Torwart nicht zum Einsatz.

## Erfolge und Auszeichnungen
- 2005 Aufstieg in die Top-Division bei der Weltmeisterschaft der Division I
- 2012 Coppa Italia mit der SG Cortina